# Scheuren
Scheuren je obec v kantonu Bern, v okrese Biel/Bienne. Žije zde 448 obyvatel.

## Geografie
Scheuren se nachází na okraji Bernské jezerní oblasti (Berner Seeland), poblíž Bielského jezera. Obec leží na umělém vodním kanálu Nidau-Büren. Sousedními obcemi jsou Schwadernau, Orpund, Safnern, Meienried a Dotzigen.

## Historie

Letecký pohled (1958)

Obec je poprvé zmiňována v roce 1398 jako Schüren. Hrabata z Neuchâtelu-Nidau, vlastníci půdy a soudu v Scheurenu, pravděpodobně v roce 1255 darovali tuto lokalitu svému klášteru Gottstatt. Na konci 14. století připadla obec Bernu a správnímu obvodu Nidau a spolu s Orpundem a Zihlwilem tvořilo soudní okres Scheuren. V roce 1798 byla vesnice přiřazena k okresu Büren, v roce 1803 k správnímu obvodu Nidau. Vesnice, která žila z pěstování obilí a rybolovu, trpěla povodněmi meandrující řeky Zihl, přehrazené řekou Aarou. Teprve odvedení řeky Aary do Bielského jezera a výstavba kanálu Nidau-Büren v letech 1868–75 (korekce vodstva v pohoří Jura) zastavily zamokřování roviny a přinesly zisk kultivované půdy. V 70. letech 20. století došlo ke sloučení pozemků. Od roku 1925 nahradil most starý přívoz do Gottstattu (obec Orpund). V roce 1970 vzniklo v obci druhé tenisové centrum ve Švýcarsku.

## Obyvatelstvo
| Rok            | 1764 | 1850 | 1900 | 1950 | 2000 |
| Počet obyvatel | 60   | 168  | 282  | 289  | 421  |

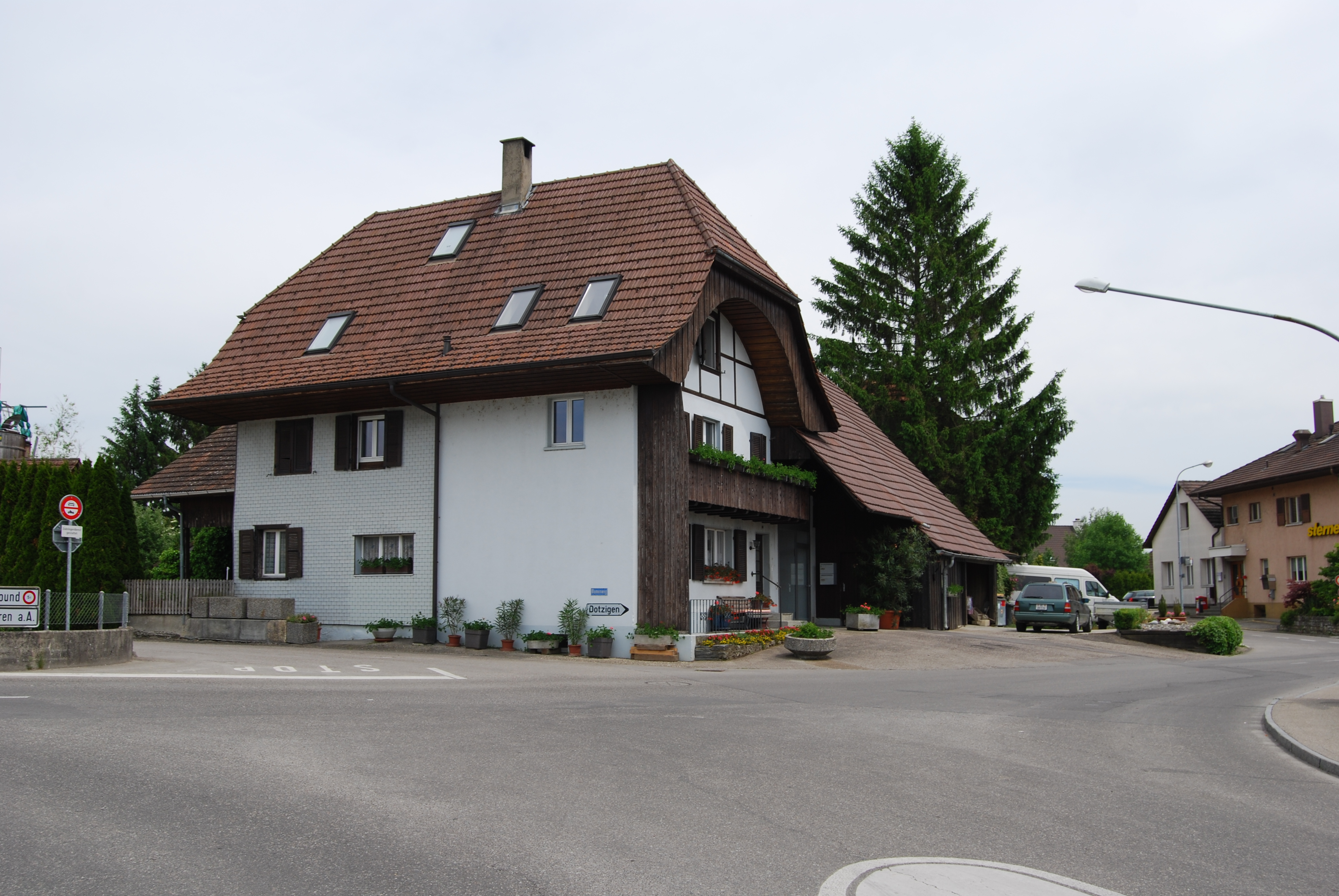
Centrum obce

Scheuren je z 94,54 % německy mluvící obcí. 4,51 % obyvatel hovoří francouzsky.